# خزر، نفت‌چاله
خزر (به لاتین: Xəzər) یک منطقهٔ مسکونی در جمهوری آذربایجان است که در شهرستان نفت‌چاله واقع شده‌است. خزر ۱٬۲۷۳ نفر جمعیت دارد.